# We Are One (Wild Youth)
We Are One è un singolo del gruppo musicale irlandese Wild Youth, pubblicato il 27 gennaio 2023.

## Descrizione
Il brano è stato scritto dal chitarrista e dal tastierista del gruppo, rispettivamente Ed Porter e Conor O'Donohoe, insieme al paroliere e compositore svedese Jörgen Elofsson, ed è stato registrato in uno studio a Stoccolma.

## Promozione
Il 9 gennaio 2023 i Wild Youth sono stati confermati fra i sei partecipanti a Eurosong, il programma di selezione del rappresentante irlandese all'annuale Eurovision Song Contest. All'evento, che si è svolto il successivo 3 febbraio durante una puntata speciale del Late Late Show, il gruppo si è piazzato al primo posto nella votazione del pubblico e della giuria irlandese e al secondo del voto della giuria internazionale, ottenendo abbastanza punti da vincere il programma e cantare per l'Irlanda sul palco eurovisivo a Liverpool. Nel maggio successivo si sono esibiti durante la prima semifinale della manifestazione europea, senza però qualificarsi per la finale.

## Tracce
Testi e musiche di Ed Porter, Conor O'Donohoe e Jörgen Elofsson.
1. We Are One – 3:03

## Classifiche
| Classifica (2023) | Posizione massima |
| ----------------- | ----------------- |
| Irlanda           | 93                |